# Кирил Слепов
Кирил Иванов Слепов е български свещеник, революционер, участник в Априлското въстание.

## Биография
Кирко Иванов Слепов (както са светските му имена) е роден през 1830 г. в Сопот. Първоначално учи в сопотския мъжки манастир „Св. Спас“, а по-късно и в Сопотското новобългарско училище. През 1850 г. вече приел монашеско пострижение под името Кирил, се установява в манастира „Св. Никола“ край село Калугерово, Пазарджишко. С течение на времето отец Кирил се налага като най-авторитетния и влиятелен духовник не само в манастира, но и в околните селища. Ръкоположен е за йеромонах и е избран за игумен на манастира.
Поддържа връзки с Васил Левски, вероятно още от времето на първата му обиколка на българските земи. По време на втората си обиколка из Южна България през 1871 г. Апостола се отбива при о. Кирил в манастира, където престоява няколко дни. Прибежище при о. Кирил, като революционен апостол е намирал и Захари Стоянов, който живо и картинно е описал пребиваването си в манастира през пролетта на 1876 г. Тук идва и Георги Бенковски, който посвещава отец Кирил в подготовката на предстоящото въстание. Оттогава отец Кирил става дясна ръка на Бенковски и един от най-дейните организатори на революционни комитети. На 14 февруари 1876 г. в манастира на събрание организирано от отец Кирил и председателствано от Бенковски се заклеват над 30 представители на населението на селата: Калугерово, Лесичово, Динката, Виноградец, Ветрен, Славовица, Горно Вършило, Церово и Долно Левски. Турската власт усеща революционната му дейност и в началото на април 1876 г. е повикан под стража в Пазарджик. Успява да се оправдае и е пуснат на 19 април, но поради това не успява да присъства на Великото народно събрание на Оборище. Денят на обявяването на въстанието заварва отец Кирил в Панагюрище. На него и на Захари Стоянов е възложено да вдигнат въстанието в Белово, но гарата и селото са блокирани от башибозук и черкези и мисията им се проваля. Оттам двамата апостоли заминават за укрепения лагер Еледжик, откъдето с пушка на рамо и кръст в десницата отец Кирил язди неотлъчно до Бенковски.
След разгрома на въстанието и разпускането на Хвърковатата чета, част от нея – Бенковски, Захари Стоянов, Стефо Далматинеца и отец Кирил търсят спасение в Балкана. В Тетевенския балкан на 12 май, след предателство, на мостче на река Костина, Бенковски е убит, отец Кирил и Стефо са пленени, а Захари Стоянов успява да се спаси. Първоначално отец Кирил е изпратен в Орхание, а оттам в София, където след тримесечни изтезания и опити да бъде изкопчена някаква информация от него, и след като всички опити се провалят, през декември 1876 г. е изпратен в Цариград в затвора за политически престъпници „Мехтерхане“, където според негови съкилийници бил отровен и умира на 17 януари 1877 г.

## Памет
В чест на отец Кирил Слепов името му носи село Отец Кирилово, Община Брезово, област Пловдив.